# Бернар V (граф Арманьяк)
Берна́р V (фр. Bernard V d'Armagnac; д/н — 1245/1246) — граф Арманьяк і Фезансак у 1241/1242—1245/1246 роках.

## Життєпис
Походив з Дому Ломань. Другий син Жеро V, графа Арманьяк і Фезансак. Після смерті батька владу успадкував старший брат П'єр Жерар. Після смерті останнього 1241 або 1242 року успадкував владу.
Відмовився від зверхності королівства Франції. Відновив союз з королівством Англія. Долучився до ліги, спрямованої проти Людовика IX, короля Франції. 1243 року приєднався до війська на чолі з англійським королем Генріхом III. Проте 1245 року це військо зазнало поразки в битві під Тайбуром. Невдовзі після цього помер 1245 або 1246 року. Спадкувала йому сестра Маскароза I.

## Родина
Дружина — Іньєс.
Діти:
- Гаярде (1219 — д/н), дружина Елі VIII Талейрана, граф Перігора